# 11704 Ґорін
11704 Ґорін (11704 Gorin) — астероїд головного поясу, відкритий 22 березня 1998 року.
Тіссеранів параметр щодо Юпітера — 3,524.